# Cei 301
Cei 301 este al douăzeci și cincilea episod al serialului de desene animate Samurai Jack.

## Subiect
Jack se cațără pe un munte stâncos, sub cuvintele unui povestitor care se va înfățișa la sfârșit: regele. Jack găsește o crăpătură în munte, prin care abia încape un om, merge prin ea o jumătate de zi și ajunge pe un promontoriu, de unde vede o bătălie între o armată de oameni echipați ca grecii antici și una de roboți în formă de tauri. La un moment dat, conducătorul oamenilor este înconjurat de roboții taurini și Jack îi sare în ajutor.
Roboții se retrag. Conducătorul oamenilor îl prezintă pe Jack regelui, care îi este și tată. Jack află că armata apără o trecătoare de invazia roboților. Aceștia sunt trimiși zi de zi s-o forțeze de către o bestie robotică mâncătoare de pământ, care a distrus toate regatele învecinate. Regatul lor rezistase datorită faptului că era înconjurat de munți inaccesibili, iar singura cale de acces putea fi apărată doar de 300 de oameni.
Jack îl informează pe rege de existența unui drum ascuns prin munte, iar regele decide să pornească pe acolo cu 50 de oameni și să atace chiar lăcașul bestiei robotice, după ce aceasta își va fi trimis armata la asediul zilnic.
Jack primește un scut și se alătură celor 50. La sediul bestiei, cei 50 sunt întâmpinați de roboți taurini. Jack și regele se strecoară înăuntrul clădirii și ajung într-o arenă unde bestia cu opt tentacule își face și ea apariția. Cei doi luptă umăr la umăr, până când sabia regelui se rupe. Atunci Jack îi aruncă regelui propria sabie, iar regele îi aruncă lui Jack scutul său. Cei doi luptă acum spate în spate, regele cu sabia lui Jack, iar Jack cu două scuturi. Deodată, Jack este aruncat la pământ de o tentaculă, iar bestia se repede să-l înghită pe rege. Atunci regele îi aruncă sabia direct între ochi, sabia o străpunge și bestia se prăbușește. Chiar înainte de explozie, Jack sare cu scuturile și îl proteja pe rege, regele este aruncat la pământ, dar scapă, însă explozia îl împiedică să-l mai găsească pe Jack.
După ani, pe patul de moarte, regele îi aduce un omagiu lui Jack și celor 300 care au apărat regatul în momentele acelea de cumpănă, fiind încredințat că și Jack a supraviețuit.